# 前田利幸
前田 利幸（まえだ としゆき）は、越中富山藩の第5代藩主。

## 生涯
享保14年（1729年）12月11日、第4代藩主・前田利隆の長男として富山で生まれる。延享元年（1744年）に父が死去したため、翌延享2年（1745年）2月13日に家督を継いだ。
父の時代に悪化した財政を再建するため、株仲間を奨励し、借金の15ヵ年返済方法採用や物価統制などを行なったが、いずれも効果なく失敗に終わった。また、文武を奨励している。
宝暦12年（1762年）9月4日に死去した。享年34。実子の利久は幼少のため、弟の利與が養子として跡を継いだ。

## 系譜
- 父：前田利隆
- 母：久衛 - 山田氏
- 正室：総姫 - 前田吉徳の次女
- 側室：律 - 市原氏
  - 長男：前田利久（1762-1787）
- 側室：天野氏
  - 女子：前田春子（石川総博正室）
  - 女子：前田豊子（前田利物正室）
- 養子
  - 男子：前田利与 - 実弟